# Shanghai Tower
Shanghai Tower (kinesiska: 上海中心?, pinyin: Shànghǎi zhōngxīn)) är en skyskrapa i stadsdelen Pudong i Shanghai, Kina. Skyskrapan, som är 632 meter hög och har 128 våningar, är Kinas högsta byggnad och en av världens högsta.

## Höjdranking (januari 2018)[1]
nr. 2 högst i världen

nr. 2 högst i Asien

nr. 1 högst i Kina

nr. 1 högst i Shanghai

## Tunnelbana
| Linje | Station         |
| ----- | --------------- |
| 2     | Dong Chang Road |